# Friedrich-Ebert-Schule (Darmstadt)
Die Friedrich-Ebert-Schule (FES) ist eine Grundschule in Darmstadt.

## Architektur und Geschichte
Die ehemalige Heimstättenschule wurde in den Jahren 1937/38 als Volksschule für die neu entstandene Heimstättensiedlung am Pulverhäuserweg gebaut. Die Schule bestand aus einem einstöckigen Schulgebäude, das in quadratischer Form einen Innenhof umschloss. Im Zweiten Weltkrieg wurde die Schule zerstört.
Nach dem Kriegsende mussten die Schüler zunächst notdürftig in unterschiedlichen Räumlichkeiten untergebracht werden.
Auf den Grundmauern des zerstörten Gebäudes wurde die Volksschule nach einem Entwurf von Peter Grund wieder aufgebaut. Der zweigeschossige Hauptbau der nach Reichspräsident Friedrich Ebert benannten Schule konnte im Jahr 1950 in Betrieb genommen werden.
Im Jahr 1951 wurde der zweite Bauabschnitt in Betrieb genommen. Er bestand aus drei Klassenpavillons, die durch Flure untereinander und mit dem Hauptgebäude verbunden waren, und an die sich nach Süden hin offene Unterrichtsräume im Freien anschlossen.
Im Inneren der Schule gestaltete der Maler Eberhard Schlotter drei Stahltüren an den Klassenpavillons, eine Holztür im Kellergeschoss und ein Wandbild mit Märchenmotiven an der Wand – dem ehemaligen Vorschulraum (heute Teil der Hausmeisterwohnung) – im Keller.
Die drei Stahltüren im Erdgeschoss zeigen Motive aus der Natur. Die erste Stahltür zeigt einen Vogel im Nest, die zweite zeigt einen großen Tiger beim Beobachten seiner Beute, die dritte zeigt eine Unterwasserszene mit einem Raubfisch auf der Jagd nach Beute.
Das große Wandbild und die Holztür im Keller wurden teilweise mit Goldfarbe verziert. Das große Wandbild zeigt bekannte Märchenmotive: Aschenputtel, Dornröschen mit der Spindel, Hans im Glück, Hänsel und Gretel, Sterntaler und andere.
Diese Malereien sind ungewöhnlich realistisch – ganz im Gegensatz zu den sonst eher abstrakten Werken Schlotters in dieser Zeit.

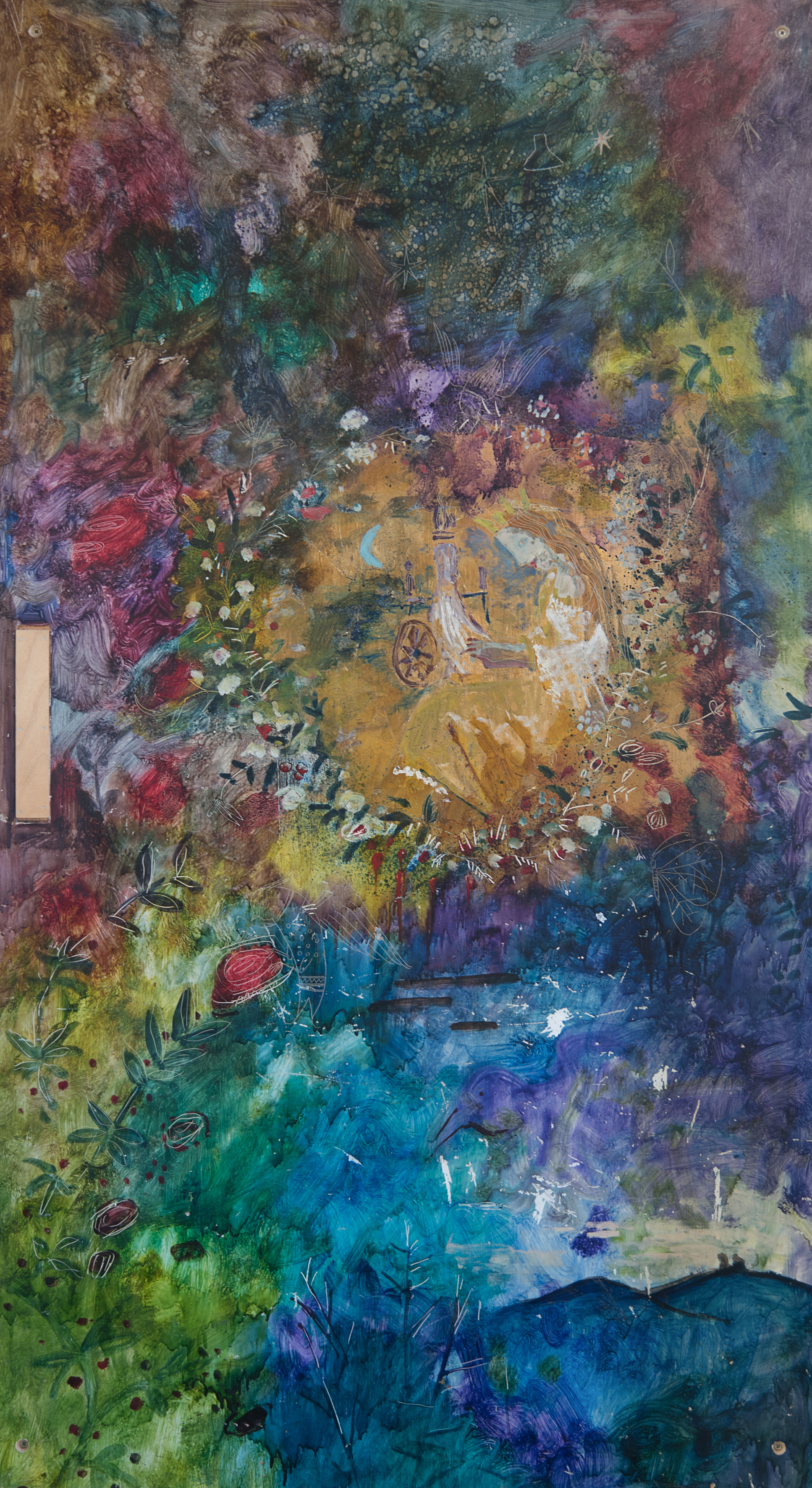
Türblatt
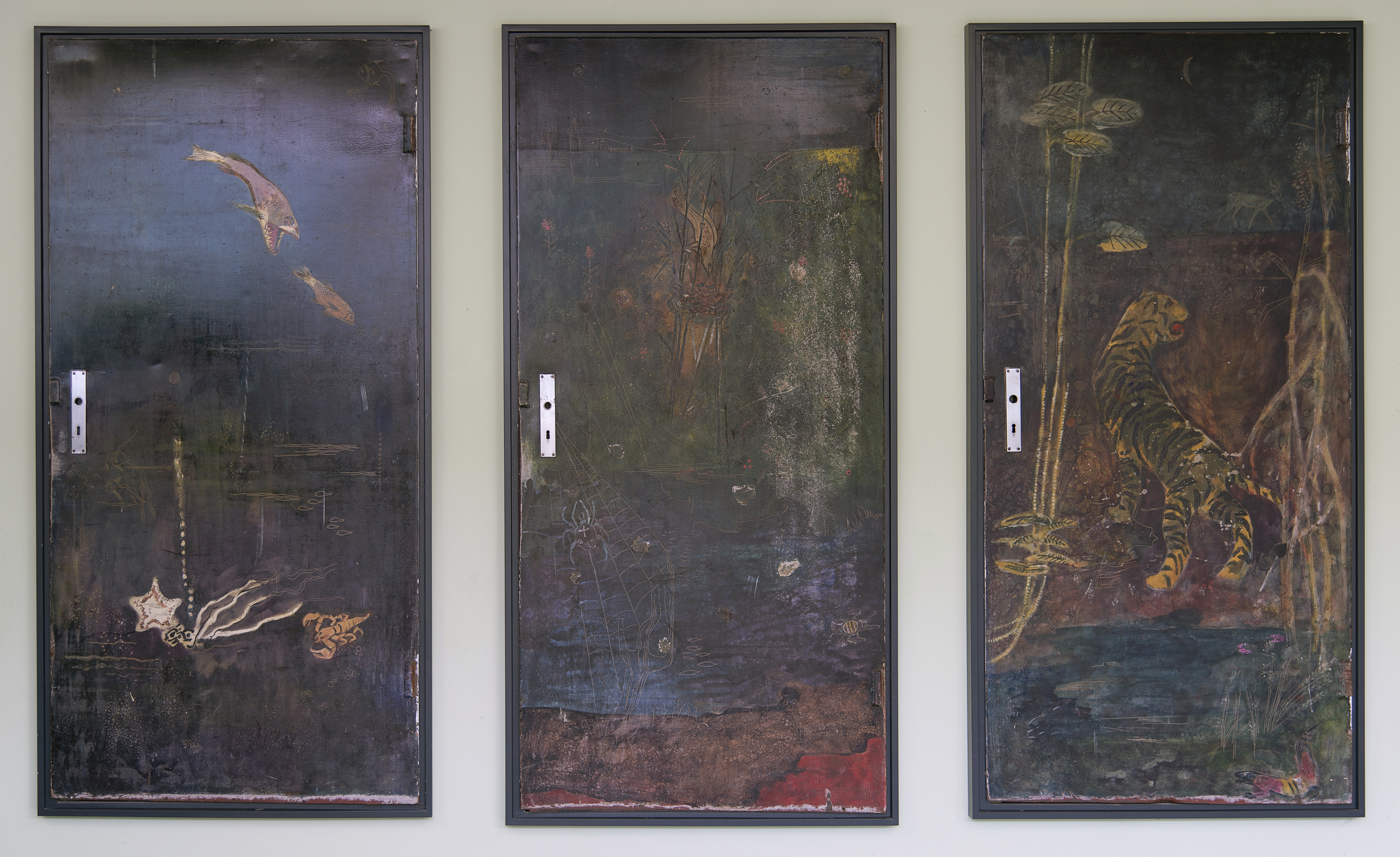
Bibliothek
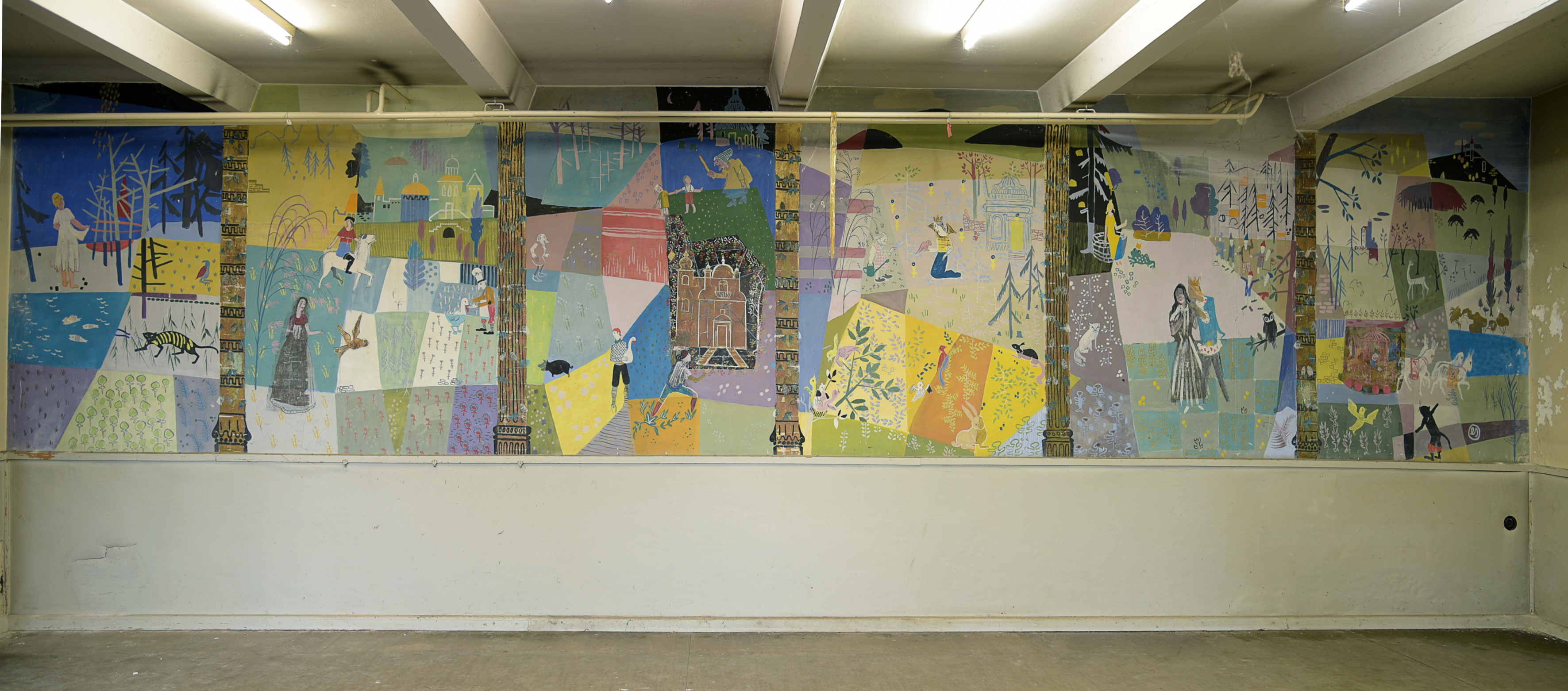
Untergeschoß

Die Friedrich-Ebert-Schule wurde zunächst als achtklassige Volksschule, und von 1965 bis 1984 als Hauptschule mit neun Klassen genutzt.
Seit 1984 wird die Friedrich-Ebert-Schule als Grundschule mit Vorklasse und Kindergarten genutzt.
Die Schule besaß mit ihrer neuen Pavillonarchitektur Vorbildcharakter für den weiteren Schulbau in Hessen.
In den Jahren 1965/66 wurde die Schule, nach einem Entwurf von Rolf Prange, ein weiteres Mal durch einen Klassentrakt und eine Turnhalle erweitert.
Zum 50. Jubiläum im Jahr 1999 wurde die Schule renoviert.
Die Friedrich-Ebert-Schule steht als typisches Beispiel der Architektur der 1950er Jahre in Darmstadt unter Denkmalschutz.

## Besonderheiten
Internationale Begegnungsschule in Zusammenarbeit mit der Lichtenbergschule, Betreuende Grundschule, Mittagessen, Kooperation mit Kindergärten und Sportvereinen. Englisch ab Klasse 1, Französisch als AG ab Klasse 1.